# Cultrobates quadricuspidatus
Cultrobates quadricuspidatus är en kvalsterart som först beskrevs av Ewing 1909.  Cultrobates quadricuspidatus ingår i släktet Cultrobates och familjen Ceratokalummidae. Inga underarter finns listade i Catalogue of Life.